# Anna Seghers
Anna Seghers, nemška pisateljica, * 19. november 1900, Mainz, † 1. junij 1983, Berlin. 

## Življenje
Anna Seghers je bila edini otrok trgovca z umetninami iz Mainza, Isidorja Reilinga in njegove žene Hedwige. Čeprav se je družina opredeljevala za ortodoksne Jude, je bila njihova najbolj brana družinska knjiga Luthrova biblija. Anna je od leta 1907 obiskovala privatno šolo, od 1910 naprej pa višjo dekliško šolo v Mainzu, današnjo škofijsko gimnazijo. Med prvo svetovno vojno je Anna Seghers nudila prvo pomoč in pomagala ranjencem, zato je maturo opravila šele 1920. Takoj zatem je v Kölnu in Heidelbergu študirala zgodovino, umetnostno zgodovino in sinologijo. Leta 1924 je doktorirala na heidelberški univerzi z dizertacijo Judje in judovstvo v delu Rembranta.
Leta 1925 se je poročila z madžarskim sociologom Lászlóm Radványim, ki se je kasneje preimenoval v Johanna-Lorenza Schmidta. Preselila sta se v Berlin, kjer se jima je leta 1926 rodil sin Peter.
Ena njenih prvih objav je bila pripoved Grubetsch, ki je izšla leta 1927 pod njenim psevdonimom Seghers (brez imena). Kritiki so domnevali, da je ime moško. Psevdonim Seghers je prevzela od cenjenega nizozemskega jedkalca in slikarja Herculesa Seghersa (zasledimo lahko tudi zapis Segers).
Leta 1928 se je rodila hčerka Ruth. V tem letu je tudi izšla njena prva knjiga Vstaja ribičev na sveti Barbari (Der Aufstand der Fischer von St. Barbara). Tudi ta knjiga je izšla pod njenim psevdonimom Anna Seghers. Zanjo je na predlog Hansa Hennyja Jahnna še isto leto prejel Kleistovo nagrado. Leta 1928 se je pridružila komunistični stranki Nemčije in v naslednjem letu je bila eden od ustanovnih članov Društva delavsko-revolucionarnih pisateljev. Po prihodu nacionalsocialistov na oblast je gestapo Anno Seghers za kratek čas priprl; njene knjige so v Nemčiji prepovedali in jih zažigali. Kasneje je lahko pobegnila v Švico, od koder se je odpravila proti Parizu.
V izgnanstvu je sodelovala pri časopisih nemških priseljencev; med drugim je bila tudi članica uredniškega odbora mesečnika Neue deutsche Blätter. Leta 1935 je bila ena od ustanoviteljic Organizacije za zaščito nemških pisateljev v Parizu. Njen mož je bil po začetku druge svetovne vojne in po vkorakanju nemških čet v Pariz interniran v južnofrancosko koncentracijsko taborišče Le Vernet. Anni Seghers je z otroki uspelo pobegniti iz zasedenega Pariza v del južne Francije, ki je bil pod oblastjo Henrija Philippa Petaina. Tam si je pri Marseillu prizadevala za izpustitev svojega moža in za možnost izstopa iz države. Njen trud se je končno obrestoval pri mehiškem generalnem konzulatu pod vodstvom Gilberta Bosquesa, kjer so beguncem velikodušno izdajali vstopna dovoljenja za odhod v Mehiko. Ta čas je upodobila v svojem romanu Tranzit, ki je izšel leta 1944.
Marca 1941 se je Anni Seghers z družino uspelo izseliti iz Marseilla preko Martiniqua, New Yorka in Veracruza v Mexico City. Njen mož, ki se je medtem preimenoval na nemško ime Johann-Lorenz Schmidt, je tu našel službo, sprva na Delavski univerzi, kasneje pa na Državni univerzi. Anna Seghers je ustanovila antifašistični klub Heinricha Heineja in bila tudi njegova predsednica. Skupaj z Ludwigom Rennom je ustanovila tudi Gibanje svobodne Nemčije (Bewegung freies Deutschland) in izdajala istoimenski časopis. Leta 1942 je izšel njen verjetno najbolj znani roman Sedmi križ – v angleškem jeziku v ZDA – in v nemščini v Mehiki. 1944 je Fred Zinnemann po tem romanu posnel film. Po uspehu knjige in filma je Anna Seghers postala prepoznavna po vsem svetu. Po njeni smrti, leta 1996, je komponist Hans Werner Henze, na podlagi prepesnitve Hansa-Ulricha Treichla, roman vzel za temelj svoje 9. sinfonije.
Leta 1947 je Anna Seghers zapustila Mexico in odšla v Berlin, kjer je v zahodnem Berlinu živela kot članica Enotne socialistične stranke Nemčije. V tem letu je prejela tudi Büchnerjevo nagrado za književnost. Leta 1950 se je preselila v vzhodni Berlin. Imenovana je bila za članico mirovne organizacije World Peace Council in za ustanovno članico Nemške akademije umetnosti. 1951 je prejela Državno nagrado NDR. Od 1952 do 1978 je bila predsednica Zveze nemških pisateljev v NDR. Leta 1955 se je Anna Seghers s svojim možem preselila na Volkswohlstraße 81 (današnja ulica Anne Seghers) v današnjem tehnološkem središču Berlin-Adlershofu v Berlinu in tam živela do smrti. Danes je v njenem stanovanju spominska soba in muzej o življenju in delih Anne Seghers. 
Leta 1957 je bil zoper Walterja Janka, vodjo nemške založbe Aufbau Verlag, ki je izdajala njene knjige, potekal politični proces zaradi domnevne “kontrarevolucionarne zarote”. Anna je v zvezi s tem molčala, čeprav je vedela, da gre za krivično zadevo. Tudi poskus tihega posredovanja pri Walterju Ulbrichtu je spodletel. Molčala je tudi leta 1961 pri izljučitvi Heinerja Müllerja in leta 1979 pri izključitvi devetih kritičnih avtorjev iz Zveze nemških pisateljev. Leta 1975 je prejela kulturno nagrado za svetovni mir, postala pa je tudi častna meščanka vzhodnega Berlina. 1978 je odstopila z mesta predsednice Društva nemških pisateljev ter postala častna predsednica. V istem letu je umrl njen mož. Leta 1981 ji je tudi rojstno mesto Mainz podelilo častno meščanstvo. Umrla je 1. julija 1983 in je po odločitvi Akademije umetnosti pokopana na Dorotheenstädtischenskem pokopališču v Berlinu.

## Dela
Zgodnja dela Anne Seghers lahko pripišemo novi stvarnosti (nem. Neue Sachlichkeit). V času, ko je ustvarjala v emigraciji, ni bila pomembna le kot organizatorka, temveč je napisala tudi dva izmed najpomembnejših romanov tega časa; Tranzit in Sedmi križ. Kasnejše romane, ki so izšli že v NDR, pripisujemo obdobju socialističnega realizma. Ti romani kažejo shematsko vedenje figur in hkrati zaradi zvestosti svoji stranki vzbujajo občutek nejevolje. Omenjena zvestoba stranki pa se ne nanaša na njene številne vodilne funkcije (npr. predsednica Društva nemških pisateljev). Za razliko od romanov iz petdesetih in šestdesetih let, pa so kasnejše pripovedi ohranile svojo literarno veljavnost. Vse do visoke starosti je Anna Seghers pisala s pripovedno svežino, saj je vedno znova med seboj mešala snovi iz renesanse, vzhodne Azije, Karibov in Mehike. Vso snov je prepletla tankočutno in razgledano, pisala je domiselno, ter v nasprotju z vsemi klišeji. Imela je dobre sposobnosti oblikovanja ter navajanja podatkov, da je bila zgodba dobro razumljiva. 
- Mrtvi na otoku Djal (Die Toten auf der Insel Djal, 1924, pripovedka)
- Jans mora umreti (Jans muss sterben, 1925, pripoved; delo je po njeni smrti v zapuščini odkril Pierre Radvanyi)
- Vstaja ribičev na sveti Barbari (Der Aufstand der Fischer von St. Barbara, 1928, novela)
- Na poti do ameriškega veleposlaništva in druge zgodbe (Auf dem Wege zur amerikanischen Botschaft und andere Erzählungen, 1930, pripovedi)
- Tovariši (Die Gefährten, 1932, roman; nemška verzija je dostopna tudi na internetu)
- Plačilo na glavo (Der Kopflohn, 1933, roman)
- Pot skozi februar (Der Weg durch den Februar, 1935, roman)
- Proces Ivane Orleanske do sežiga na grmadi v Rouenu 1431 (Der Prozess der Jeanne d'Arc zu Rouen 1431, 1936, radijska igra)
- Rešitev (Die Rettung, 1937, roman)
- Najlepše pripovedke razbojnika Woynoka (Die schönsten Sagen vom Räuber Woynok, 1940, pripoved)
- Sedmi križ (Das siebte Kreuz, 1942, sl. 1950, prevedel Silvester Škerl, roman)
- Izlet mrtvih deklet (Der Ausflug der toten Mädchen, 1943, novela)
- Tranzit (Transit, 1944, roman)
- Sovjetski ljudje. Življenjepisi po njihovih poročilih (Sowjetmenschen. Lebensbeschreibungen nach ihren Berichten, 1948)
- Mrtvi ostanejo mladi (Die Toten bleiben jung, 1949, sl. 1959, prevedel Marjan Bregant, roman)
- Svatba na Haitiju (Die Hochzeit von Haiti, 1949, pripoved)
- Linija (Die Linie, 1950, pripovedi)
- Piskrovez (Der Kesselflicker, 1950, pripovedi)
- Chrisanta (Chrisanta, 1951, pripoved)
- Mož in njegovo ime (Der Mann und sein Name, 1952, pripoved)
- Čebelji panj (Der Bienenstock, 1953, pripovedi)
- Kruh in sol (Brot und Salz, 1958, tri pripovedi)
- Odločitev (Die Entscheidung, 1959, roman)
- Svetla točka na vislicah (Das Licht auf dem Galgen, 1961, pripoved iz časa francoske revolucije)
- O Tolstoju. O Dostojevskem (Über Tolstoi. Über Dostojewski, 1963, eseji)
- Moč šibkih (Die Kraft der Schwachen, 1965, pripovedi)
- Prava modra (Das wirkliche Blau, 1967, pripoved napisana v Mexiku)
- Zaupanje (Das Vertrauen, 1968, roman)
- Vera v zemeljsko (Glauben an Irdisches, 1969, eseji)
- Pisma bralcem (Briefe an Leser, 1970, pisma)
- O umetniškem delu in resničnosti (Über Kunstwerk und Wirklichkeit, 1970)
- Prevoz. Ljubezenska zgodba (Überfahrt. Eine Liebesgeschichte, 1971, pripoved)
- Nenavadna srečanja (Sonderbare Begegnungen, 1973, pripovedi)
- Kamena doba. Ponovno srečanje (Steinzeit. Wiederbegegnung, 1977, dve pripovedi)
- Tri ženske s Haitija (Drei Frauen aus Haiti, 1980, cikel pripovedi)
- Pravični sodnik (Der gerechte Richter, 1990, pripovedi, nastale že leta 1957, a zaradi političnih razlogov tistega časa, niso smele biti objavljene)

## Filmi po njenih delih
- Vstaja ribičev (Der Aufstand der Fischer, 1934, režija: Erwin Piscator)
- Sedmi križ (Das siebte Kreuz, 1944, režija: Fred Zinnemann)
- Mrtvi ostanejo mladi (Die Toten bleiben jung, 1968, režija: Joachim Kunert)
- Veliko popotovanje Agathe Schweigert (Die große Reise der Agathe Schweigert, 1972, režija: Joachim Kunert; film po noveli Agatha Schweigert iz zbirke pripovedi Moč šibkih (Die Kraft der Schwachen))
- Navadni trst (Das Schilfrohr, 1974, režija: Joachim Kunert, film po istoimenski noveli iz zbirke pripovedi Moč šibkih (Die Kraft der Schwachen))
- Prevoz (Die Überfahrt, 1984, režija: Fritz Bornemann)
- Prava modra (Das wirkliche Blau, 1986, režija: Christa Mühl)
- Pravični sodnik (Der gerechte Richter, 2000, režija: Torsten C. Fischer)

## Priznanja in nagrade
- 1928 Kleistova nagrada
- 1947 Büchnerjeva nagrada
- 1951 Stalinova nagrada
- 1951 Državna nagrada NDR (nagrado prejme tudi leta 1959 in 1971)
- 1954 Srebrno državno odlikovanje NDR
- 1959 Priznanje univerze v Jeni
- 1960 Zlato državno odlikovanje NDR
- 1961 Priznanje Zveze kulture NDR-ja Johannes-R.-Becher-Medaille za razvijanje socialistične nacionalne kulture
- 1965 Odlikovanje Karla Marxa (Karl-Marx-Orden) (nagrado prejme tudi leta 1969 in 1974)
- 1970 Odlikovanje NDR-a za prijateljstvo med narodi; Zvezda prijateljstva narodov (Stern der Völkerfreundschaft)
- 1975 Odlikovanje Velika zvezda prijateljstva narodov
- 1975 Kulturna nagrada za svetovni mir
- 1975 Častno meščanstvo Berlina
- 1978 Častna predsednica Zveze nemških pisateljev
- 1980 Imenovanje za Junakinjo dela (Held der Arbeit); odličje NDR-a za posebne došežke z različnih področij.
- 1981 Častno meščanstvo Mainza

• V bližini njenega zadnjega stanovanja, danes je tam njena spominska soba, je tudi gimnazija Anne Seghers.
• V delu Berlina Berlin-Neu-Hohenschönhausen je knjižnica Anne Seghers.

## Nagrada Anne Seghers
Nagrada Anne Seghers je mednarodna nagrada za literaturo, ki jo vsako leto podeljuje Sklad Anne Seghers. Nagrada se imenuje po nemški pisateljici Anni Seghers, ki je v svoji oporoki odredila, da mora biti denar, ki ga je zaslužila s svojimi deli, namenjen podpori mladih avtorjev. Poleg same nagrade nagrajenec prejme tudi 25.000 evrov. Nagrada se vedno podeli hkrati enemu avtorju iz nemškogovorečih območij in enemu avtorju iz latinsko-ameriškega prostora.
Nagrada se podeljuje že od leta 1986, in sicer jo je do leta 1994 podeljevala Akademija umetnosti iz Berlina, od leta 1994 dalje pa Sklad Anne Seghers. Prijava za pridobitev te nagrade ni mogoča. Predsedstvo Sklada Anne Seghers vsako leto določi eno osebo kot žirijo, ta pa predlaga oba nagrajenca.
Nagrajenci:
- 2010 - Félix Bruzzone, Andreas Schäfer
- 2009 - Daniela Dröscher, Guadalupe Nettel
- 2008 - Lukas Bärfuss, Alejandra Costamagna
- 2007 - Fabián Casas, Katja Oskamp
- 2006 - Nico Bleutge, Pedro Lemebel
- 2005 - Cristina Rivera-Garza, Ulf Stolterfoht
- 2004 - Claudia Hernández, Jan Wagner
- 2003 - Catalin Dorian Florescu
- 2002 - Rafael Gumucio, Lutz Seiler
- 2001 - Ana Teresa Torres, Carsten Probst
- 2000 - Melanie Gieschen, Alonso Cueto
- 1999 - Stefanie Menzinger, Hermann Bellinghausen
- 1998 - Roza Domascyna, David Mitrani
- 1997 - Ulrich Peltzer, Carmen Boullosa
- 1996 - Michael Kleeberg, Miguel Vitagliano
- 1995 - Marion Titze
- 1994 - Joao Ubaldo Ribeiro
- 1993 - Alois Hotschnig
- 1992 - Ines Eck
- 1991 - Hiša za otroke z ulice (Haus für Strassenkinder); Brazilija
- 1990 - Reinhard Jirgl, Johannes Jansen, Sonja Voß-Scharfenberg, Arturo Arias, Daína Chaviano
- 1989 - Annett Gröschner, Jörg Kowalski
- 1988 - Kathrin Schmidt, Jens Sparschuh
- 1987 - Kerstin Hensel, Ramon Diaz Eterovic, Gioconda Belli
- 1986 - Ingeborg Arlt, Omar Saavedra Santis